# Liste der denkmalgeschützten Objekte in Schmirn
Die Liste der denkmalgeschützten Objekte in Schmirn enthält die 4 denkmalgeschützten, unbeweglichen Objekte der Gemeinde Schmirn.

## Denkmäler
| Foto |                 | Denkmal                                                                                                | Standort                                | Beschreibung | Metadaten |
| ---- | --------------- | --- | --------------------------------------- | --- | --- |
| ja   | Datei hochladen | Wallfahrtskirche Maria zur Kalten Herberge HERIS-ID: 96639 Objekt-ID: 112179 TKK: 19469                | Hochmark Standort KG: Schmirn           | Eine schon 1730 bestehende hölzerne Kapelle im Hochwald südöstlich von Außerschmirn wurde 1773 durch ein gemauertes Kirchlein ersetzt. Die heutige große zweijochige Kapelle mit stark eingezogenem, niedrigem Chor, Satteldach und Dachreiter wurde 1838 erbaut. An der Eingangsfassade befinden sich eine gemalte Uhr von 1864 und eine von Säulen getragene Vorhalle. Der Innenraum mit Flachkuppel ist mit einem Deckenfresko mit Darstellung der Marienkrönung von Franz Seelos junior von 1940 geschmückt. Die Glasfenster mit Szenen aus dem Leben Mariens stammen aus dem Jahr 1856. Am neubarocken Hochaltar befindet sich eine Kopie des Gnadenbildes Mariahilf.                                                                                            | BDA-Hist.: Q37768473 Status: § 2a Stand der BDA-Liste: 2025-06-30 Name: Wallfahrtskirche Maria zur Kalten Herberge GstNr.: .115 Wallfahrtskirche Maria zur Kalten Herberge |
| ja   | Datei hochladen | Kath. Pfarrkirche hl. Josef und Friedhof HERIS-ID: 96629 Objekt-ID: 112168 TKK: 19467, 49396, 49395, … | neben Schmirn 53 Standort KG: Schmirn   | Die sehr große spätbarocke Dorfkirche in Außerschmirn wurde 1756/57 nach Plänen von Franz de Paula Penz errichtet. Die mit einem Satteldach gedeckte Kirche weist eine dreiachsige Südfassade, ein flach vortretendes Querschiff und im Norden einen gerade schließenden eingezogenen Chor auf. Im Chor schließt der quadratische, sich verjüngende Turm mit achteckigem Aufsatz, rundbogigen Schallfenstern und abgesetzter Haube an. An der Ostseite wurde 1853 eine Kapelle angefügt. Das Innere ist mit sparsamem Rokokostuck und Deckenfresken von Anton Zoller und Josef Anton Zoller von 1757 geschmückt. Der Friedhof aus dem 18. Jahrhundert umgibt die Kirche und beherbergt eine Priestergedenkstätte von 1853 und eine Kriegergedächtniskapelle von 1925. | BDA-Hist.: Q37768438 Status: § 2a Stand der BDA-Liste: 2025-06-30 Name: Kath. Pfarrkirche hl. Josef und Friedhof GstNr.: .101, 431 Pfarrkirche hl. Josef (Schmirn)         |
| ja   | Datei hochladen | Widum HERIS-ID: 96682 Objekt-ID: 112244 TKK: 19468                                                     | Schmirn 55 Standort KG: Schmirn         | Das zweigeschoßige, gemauerte Widum wurde um 1760 nach Plänen von Franz de Paula Penz erbaut. Die regelmäßig gegliederte Fassade ist mit klassizistischen Fensterumrahmungen und Eckquaderketten gestaltet. Im Inneren befindet sich eine Neorenaissancestube aus der Zeit um 1890. | BDA-Hist.: Q37768534 Status: § 2a Stand der BDA-Liste: 2025-06-30 Name: Widum GstNr.: .103 Widum Schmirn                                                                   |
| ja   | Datei hochladen | Stock-Mühle, Obere Schnatter-Mühle HERIS-ID: 96679 Objekt-ID: 112241 TKK: 16400                        | östlich Toldern 11 Standort KG: Schmirn | Die einzige erhaltene Stockmühle Nordtirols wurde laut Inschrift 1839 errichtet. Der in Blockbau gezimmerten Mühle mit Satteldach wird das Wasser des Schmirnbachs über ein Holzkastengerinne zugeführt. 2000–2003 wurde die Mühle vom ursprünglichen Standort versetzt und instand gesetzt. | BDA-Hist.: Q37768514 Status: § 2a Stand der BDA-Liste: 2025-06-30 Name: Stock-Mühle, Obere Schnatter-Mühle GstNr.: 1124/1 Obere Schnatter-Mühle                            |